# 第三十二阪九
第三十二阪九（だい32はんきゅう）は、阪九フェリーが運航していたフェリー。

## 概要
フェリー阪九の代船として神田造船所で建造され、1976年5月に神戸 - 小倉航路の夜行便に就航した。
1978年1月、航路開設にあたって泉大津航路に転配された。1984年1月、ニューみやこの就航により再び神戸航路に就航、1991年10月、泉大津航路の2便化により再び泉大津航路に転配された。 
フェリーすおうの就航により、1996年2月21日に引退した。
その後、フィリピンのネグロスナビゲーションへ売却され、セント・ピーター・ジ・アポストル（St. Peter the Apostle）として就航した。 
2000年頃には、マニラ - セブ - タグビララン航路に就航していた。
2014年にスクラップとして売却され、解体された。

### 航路
阪九フェリー
- 小倉港（日明埠頭） - 神戸港（東神戸フェリーセンター）
- 新門司港 - 泉大津港

## 設計
第二十四阪九の同型船である。
海外売船後は、上部のオープンデッキに屋根を追加、船尾ランプをサイドランプに変更するなど改造を受けている。